# Angonyx
Angonyx is een geslacht van vlinders uit de onderfamilie Macroglossinae van de familie pijlstaarten (Sphingidae).

## Soorten
- Angonyx boisduvali Rothschild, 1894
- Angonyx chelsea Eitschberger & Melichar, 2009
- Angonyx kai Eitschberger, 2006
- Angonyx krishna Eitschberger & Haxaire, 2006
- Angonyx meeki Rothschild & Jordan, 1903
- Angonyx papuana Rothschild & Jordan, 1903
- Angonyx sumbawensis Brechlin, 2014
- Angonyx testacea (Walker, 1856)
  - = Perigonia testacea Walker, 1856
- Angonyx williami Eitschberger & Melichar, 2009

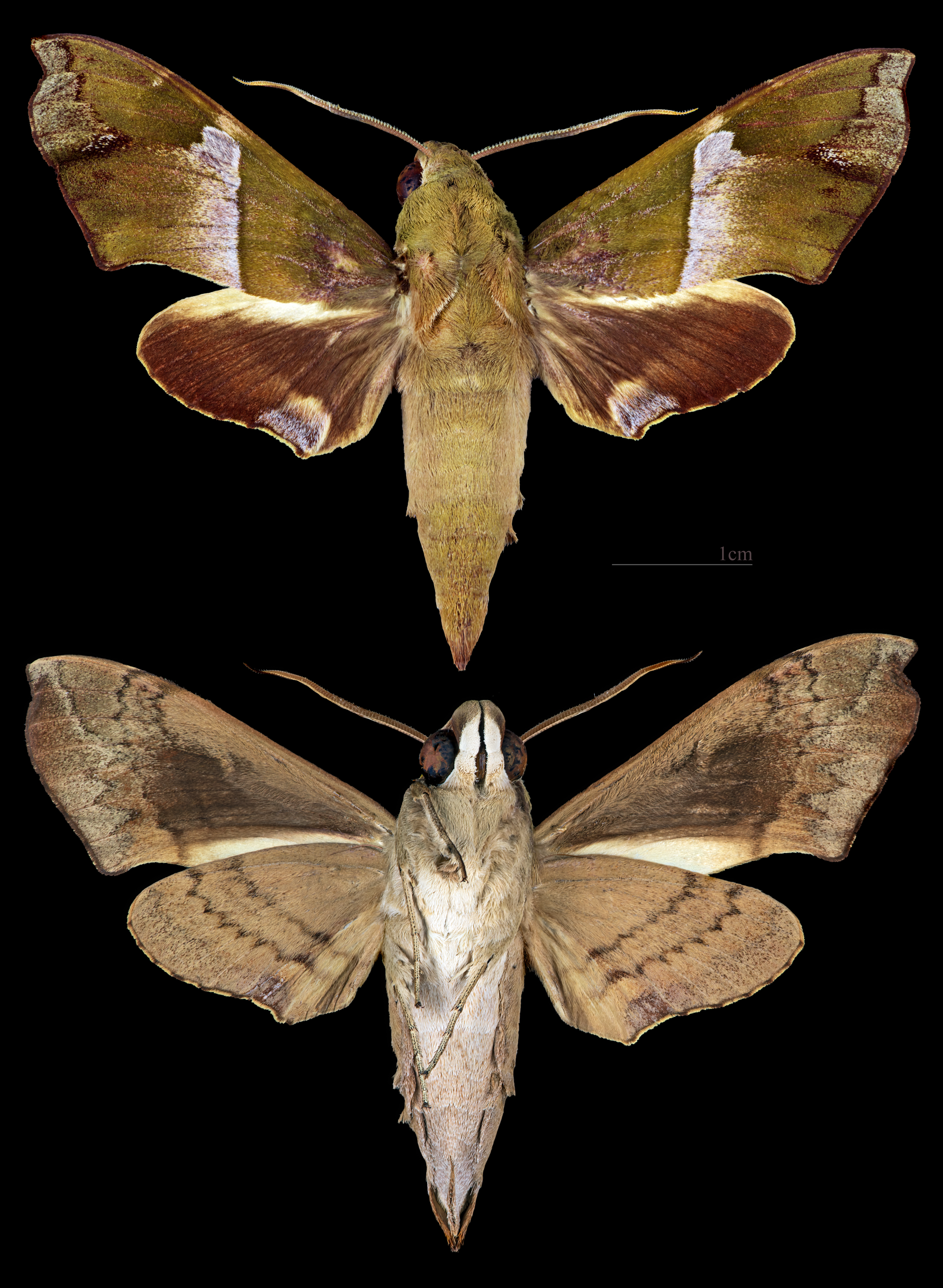
Angonyx boisduvali
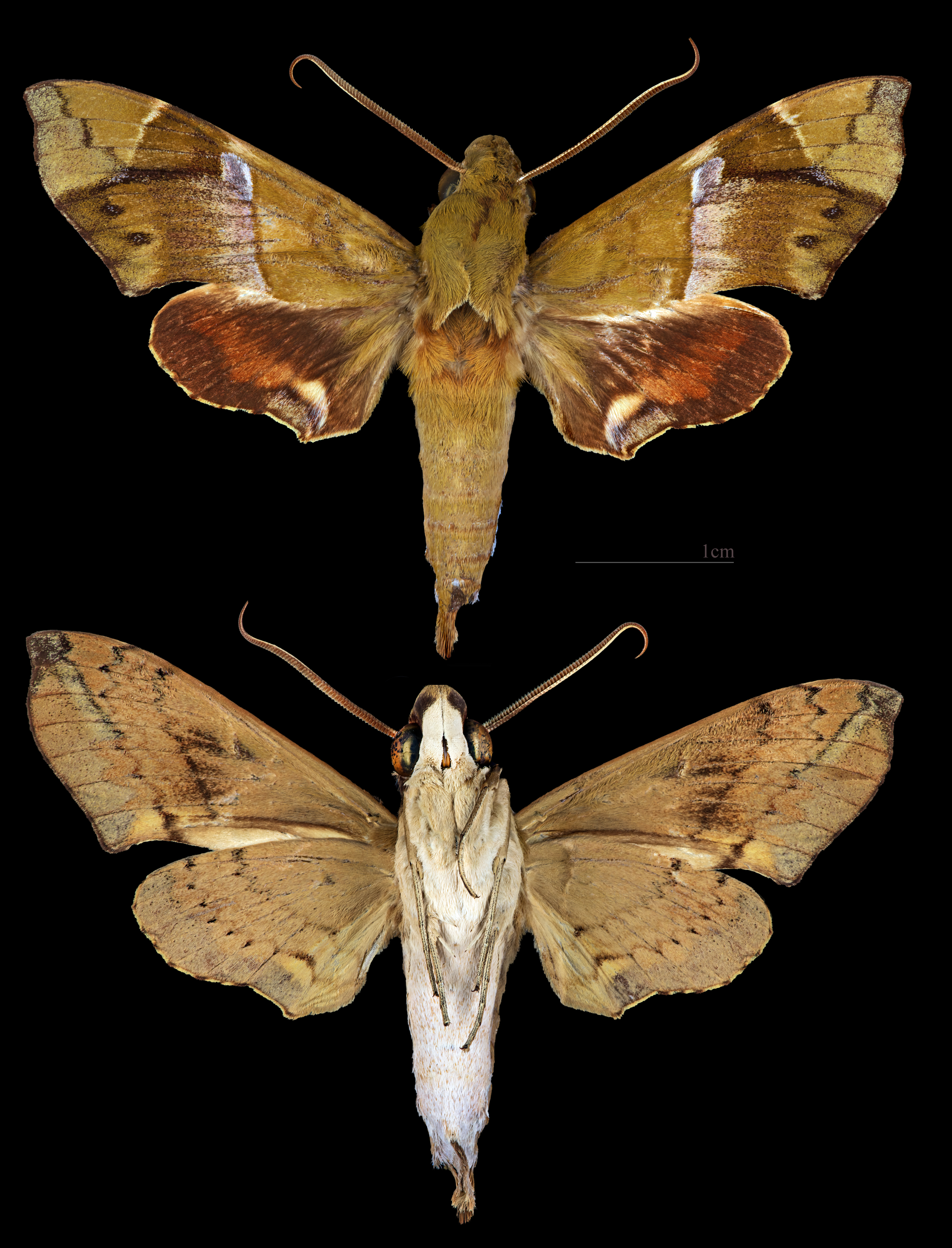
Angonyx papuana
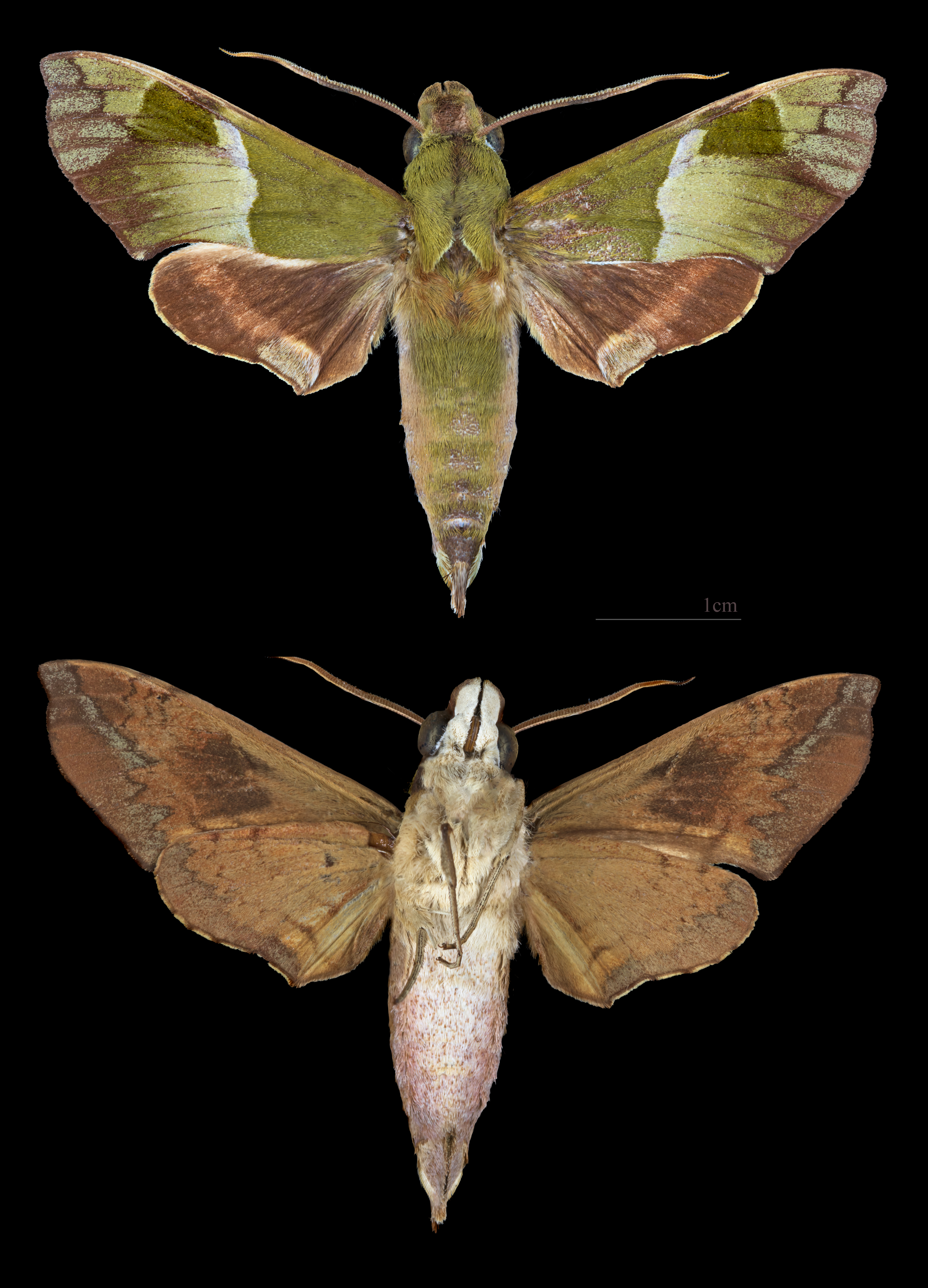
Angonyx testacea